# Nikos Skalkottas

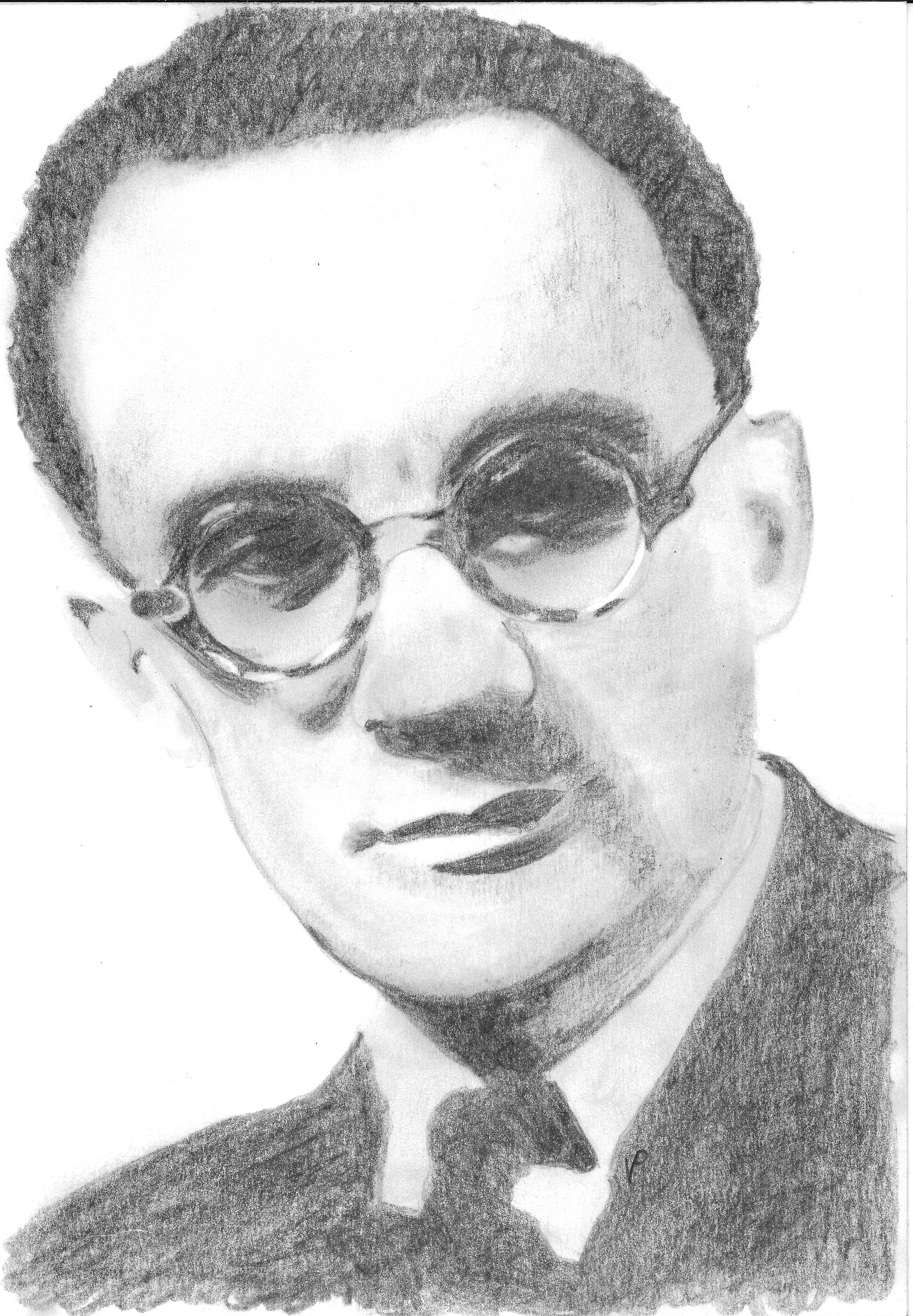
Nikos Skalkottas, skiss av Véronique Fournier-Pouyet.

Nikos Skalkottas (grekiska:Nίκος Σκαλκώτας) född 21 mars 1904 i Chalkis, död 19 september 1949, var en av 1900-talets mest betydande grekiska tonsättare.

## Biografi
Nikos Skalkottas tillhörde den så kallade Andra Wienskolan och använde sig av influenser både från den europeiska klassiska musiken och musik från den grekiska traditionen. Ur hans produktion av avantgardistiska verk kan nämnas den ensatsiga symfonin Oysseus återkomst, fjorton konserter för olika instrument samt kammarmusik.